# Zdzisław Kręcina
Zdzisław Zbigniew Kręcina (ur. 28 kwietnia 1954 w Żywcu) – polski piłkarz i działacz piłkarski.

## Życiorys
W 1977 ukończył Wyższą Szkołę Wychowania Fizycznego w Katowicach, w której następnie, do 1983, pracował jako nauczyciel akademicki. W 1983 obronił doktorat na Akademii Wychowania Fizycznego w Krakowie.
Jako piłkarz, w latach 1969–1982, występował w drużynie Koszarawy Żywiec. Od 1983 związany był z Polskim Związkiem Piłki Nożnej. Początkowo jako zastępca sekretarza (1983–1985), a następnie sekretarz Wydziału Szkolenia (1985–1988) oraz kierownik olimpijskiej reprezentacji Polski (1986–1987). Od 1987 przebywał poza krajem. W 1991 uzyskał licencję menedżera FIFA w zakresie organizacji meczów piłkarskich.
Po powrocie do Polski pracował jako dyrektor ds. marketingu i organizacji imprez PZPN. Od 1997 pełnił funkcję zastępcy sekretarza, a od 18 marca 1999 do 30 listopada 2011 sekretarza generalnego Polskiego Związku Piłki Nożnej. Od 2002 pełnił funkcję dyrektora technicznego reprezentacji Polski. W 2008 kandydował na funkcję prezesa PZPN. W wyborach zajął jednak drugie miejsce (po Grzegorzu Lato). W kolejnych wyborach, cztery lata później, zajął 4. miejsce. W 2016 ubiegał się o stanowisko prezesa Śląskiego Związku Piłki Nożnej, ale przegrał z Henrykiem Kulą stosunkiem głosów 51 do 72.
2 lipca 2007 został wybrany na dwuletnią kadencję członka Komisji Federacji Narodowych UEFA.
21 marca 2014 został dyrektorem sportowym Piasta Gliwice. Funkcję tę pełnił do 30 czerwca 2015. 
W 2001 wystąpił w jednej ze scen filmu Poranek kojota.